# Loughor Castle
Loughor Castle er ruinen af en borg fra middelalderen i byen Loughor, Wales. Borgen blev opført i 1106 af af den angel-noramnniske lord Henry de Beaumont, under den normanniske erobring af Wales. Stedet ligger med udsigt til floden Loughor og kontrollerede en strategisk vigtig vej og vadested på tværs af Gowerhalvøen. Borgen blev designet med en oval jordvold, sandsynligvis med vidjeflet på toppen, og den genbrugte det tidligere romerske fort Leucarum.
I løbet af de næste to århundrede var borgen involveret i mange konflikter. Den blev angrebet og nedbrændt, sandsynligvis under det walisiske oprør i 1151 og den blev erobret af Llywelyn den Stores tropper i 1215. John de Braose fik borgen i 1120 og udførte reparationer på den, og han opførte en ringmur i sten som erstatning for de tidligere forsvarsværker. Den blev angrebet igen i 1251, og i anden halvdel af 1200-tallet blev den yderligere forstærket med et tårn af sten. Vigtigheden af borgen svandt i senmiddelalderen, og i 1800-tallet var borgen en overgroet ruin.
I 2000-tallet bliver Loughor Castle drevet af Cadw som en turistattraktion. Omkring den ligger Loughor Castle Park.